# Sant Joan Baptista de Perolet
La capella de Sant Joan Baptista de Perolet és una esglesiola de la Casa Ventureta, de Perolet, actualment desafectada i convertida en corral d'ovelles. Pertany a l'actual municipi de Gavet de la Conca, dins de l'antiga entitat municipal de Sant Salvador de Toló.

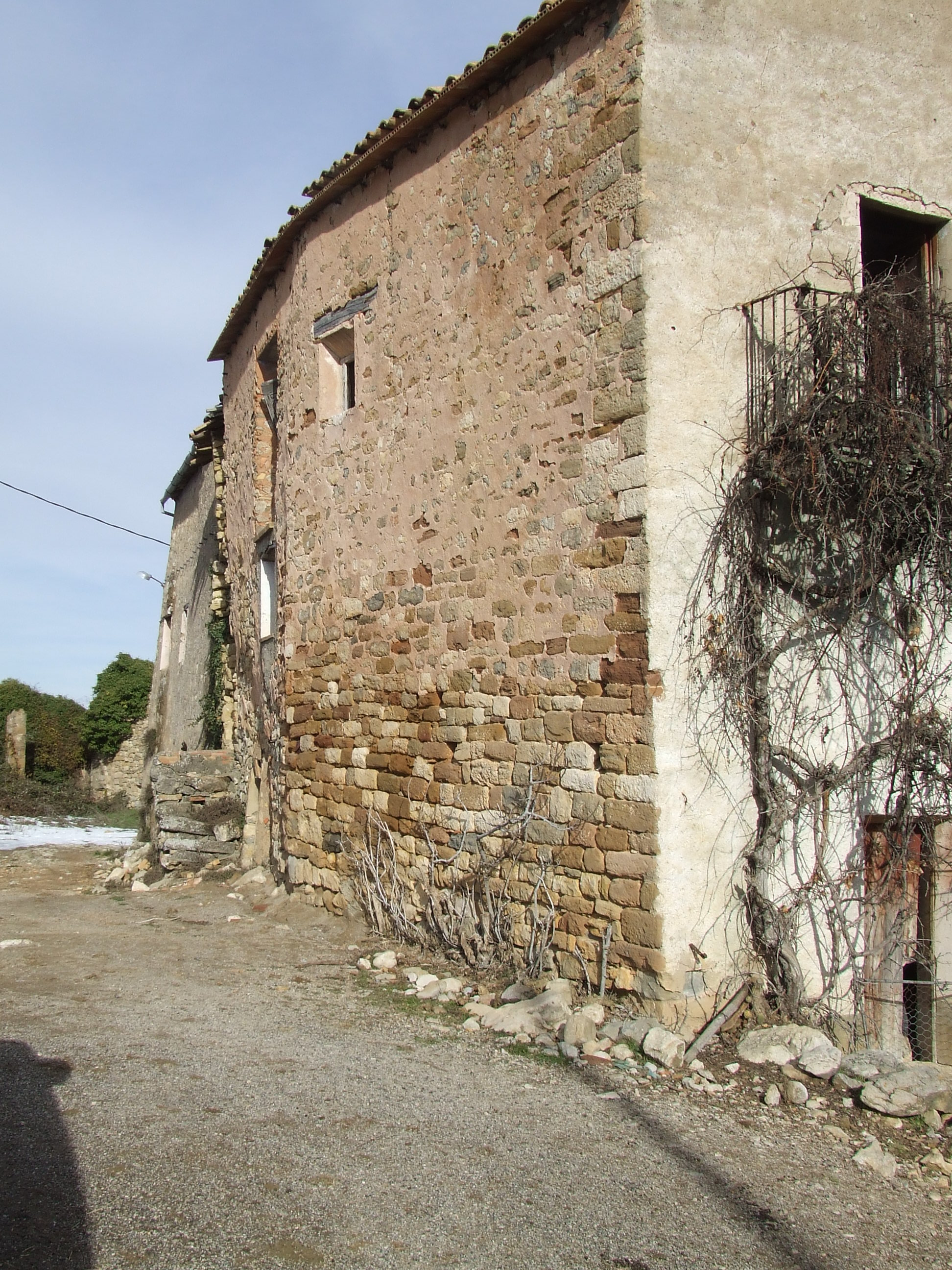
Paret medieval de Casa Ventureta i de la capella de sant Joan Baptista

Conserva una paret, tota la de migdia, d'obra clarament medieval. Aquesta paret no conserva cap detall que permeti assegurar que es tracti originalment d'una obra de caràcter religiós, per la qual cosa en podria tractar d'un fragment d'una construcció civil, reconvertida en part de la Casa Ventureta més tardanament. Tanmateix, per la factura de l'obra es pot assegurar que es tracta d'una paret romànica.